# Dorstone Hill

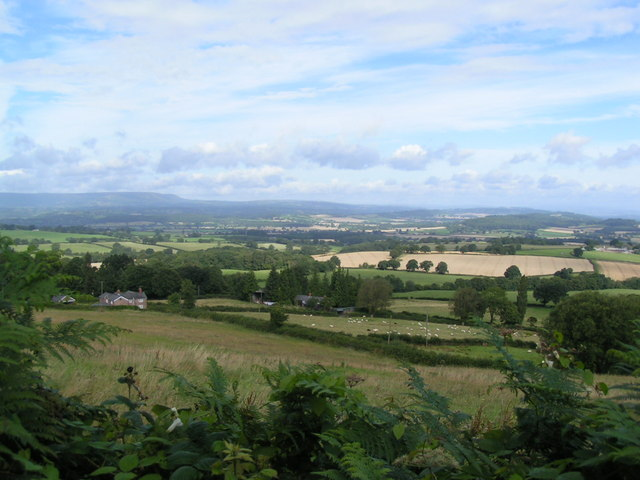
Blick vom Dorstone Hill

Die Reste zweier neolithischer Totenhäuser wurden nordöstliches des Ortes Dorstone, am Dorstone Hill, bei Peterchurch in Herefordshire in England gefunden.
Die zunächst „Hallen der Toten“ genannten Gebäude (obwohl keine Leichenrückstände gefunden wurden) wurden zwischen 4000 und 3600 v. Chr. errichtet, niedergebrannt und 2013 als verkohlte Reste in prähistorischen Grabhügeln von 70 m Länge und 30 m Breite gefunden. Frühjungsteinzeitliche Bestattungen dieser Art sind äußerst selten, sie in einem englischen Langhügel zu finden ist bisher einmalig. Aus den Spuren konnte der Ausgräber den Aufbau (allerdings nicht die ursprüngliche Größe) rekonstruieren. Das Innere war in kleine Kammern unterteilt, die von langen Gängen abzweigten. Der kleinere Grabhügel enthält eine etwa 7,0 × 2,5 m große Kammer mit riesigen Fundamentlöchern die an jedem Ende Baumstämme stützten.
In Dänemark wurde ein ähnliches Gebäude im Grabhügel von Trappendal gefunden. Auch aus Deutschland sind Funde von größeren Häusern unter Hügeln bekannt, allerdings waren sie gepflastert und sämtliche kontinentalen Funde von Gebäuden dieser Größe stammen aus der Bronzezeit.